# Тороне (аббатство)
Тороне́ (фр. Thoronet) — цистерцианское аббатство во Франции, в Провансе, расположенное между городами Драгиньян и Бриньоль. Памятник романской архитектуры XII века. Монастыри Тороне, Сенанк и Сильвакан — три наиболее известных цистерцианских аббатства Прованса и часто называются «три провансальские сестры» (фр. trois sœurs provençales). Монастырь основан в 1157 году, закрыт в 1785 году. В настоящее время в аббатстве располагается музей.

## История

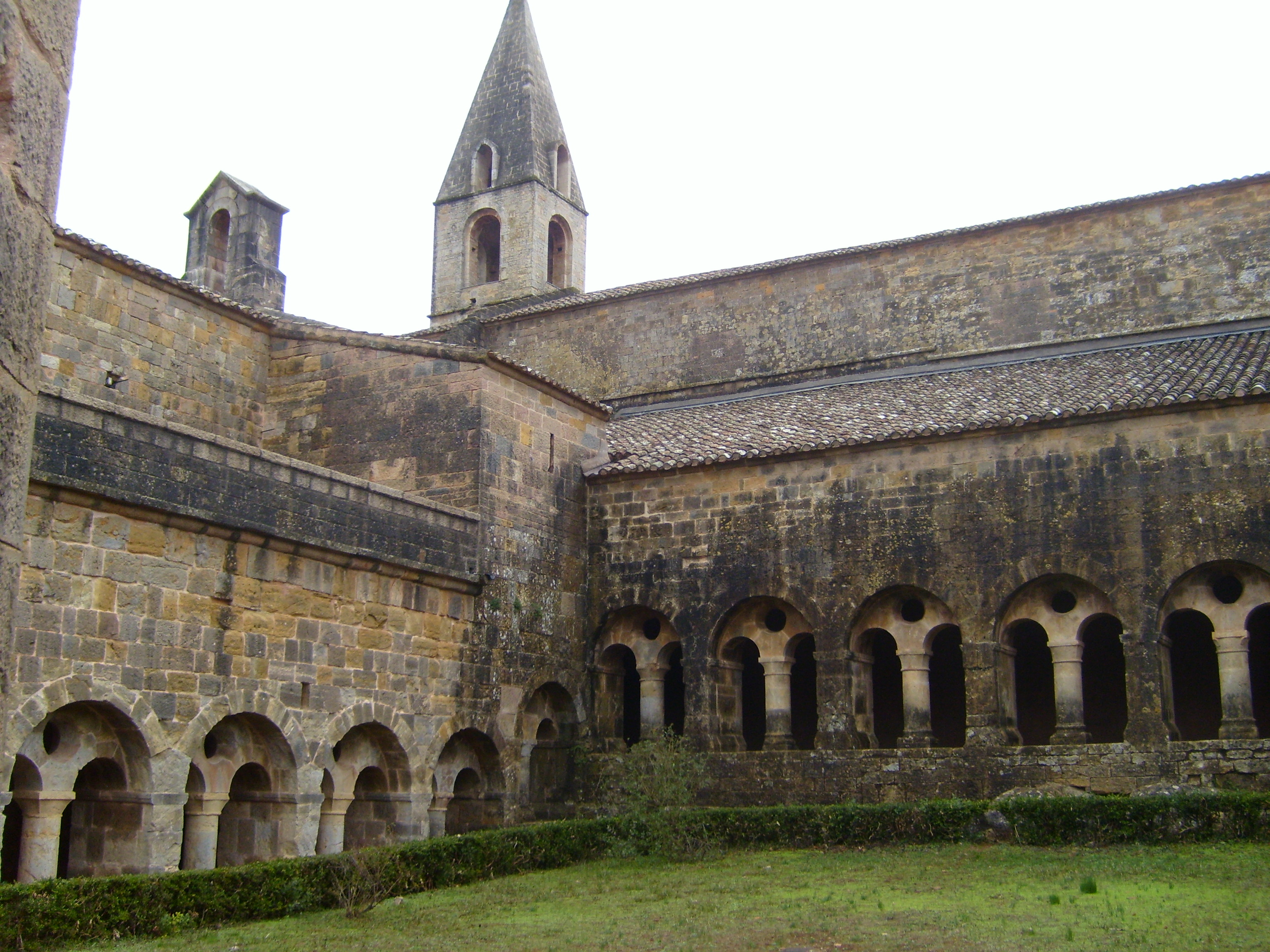
Клуатр аббатства

Орден цистерцианцев был основан святым Робертом Молемским в 1098 году, как орден строгого соблюдения устава святого Бенедикта. До 1113 года единственным монастырём цистерцианцев оставался Сито (фр. Cîteaux, лат. Cistercium), давший ордену название. Начиная с 20-х годов XII века орден испытал бурное развитие.
Монастырь Тороне был основан около 1157 года, принадлежит к ветви Сито, первого цистерцианского монастыря, по линии Сито — Боннево — Мазан. Монахи монастыря Мазан основали в середине XII века аббатство Нотр-Дам-де-Флёрьель в нескольких десятках километрах к северо-востоку от Тороне, однако позднее почти вся община переместилась на место, где находится современный монастырь Тороне, сочтя новое место более удачным.
Работы по строительству монастырской церкви и помещений начались предположительно в 1176 году. Тороне отличает редкая архитектурная целостность, связанная с тем, что весь комплекс зданий был построен единовременно, в конце XII — начале XIII века и впоследствии не перестраивался. Первым из аббатов Тороне, чьё имя дошло до нас, стал Фолькет Марсельский, бывший до ухода в монастырь знаменитым трубадуром, а впоследствии ставшим епископом Тулузы. Фолькет был настоятелем Тороне с 1199 по 1205 года.
Тороне росло не так быстро, как некоторые другие цистерцианские аббатства, в XIII веке там было всего около 25 монахов, и значительную часть физического труда выполняли монастырские конверзы. Несмотря на это монастырь владел значительными земельными угодьями на территориях между Верхним Провансом и морским побережьем. Главным занятием монахов и конверзов было животноводство, главным образом, овцеводство. Также они разводили рыбу как для собственных нужд, так и на продажу.

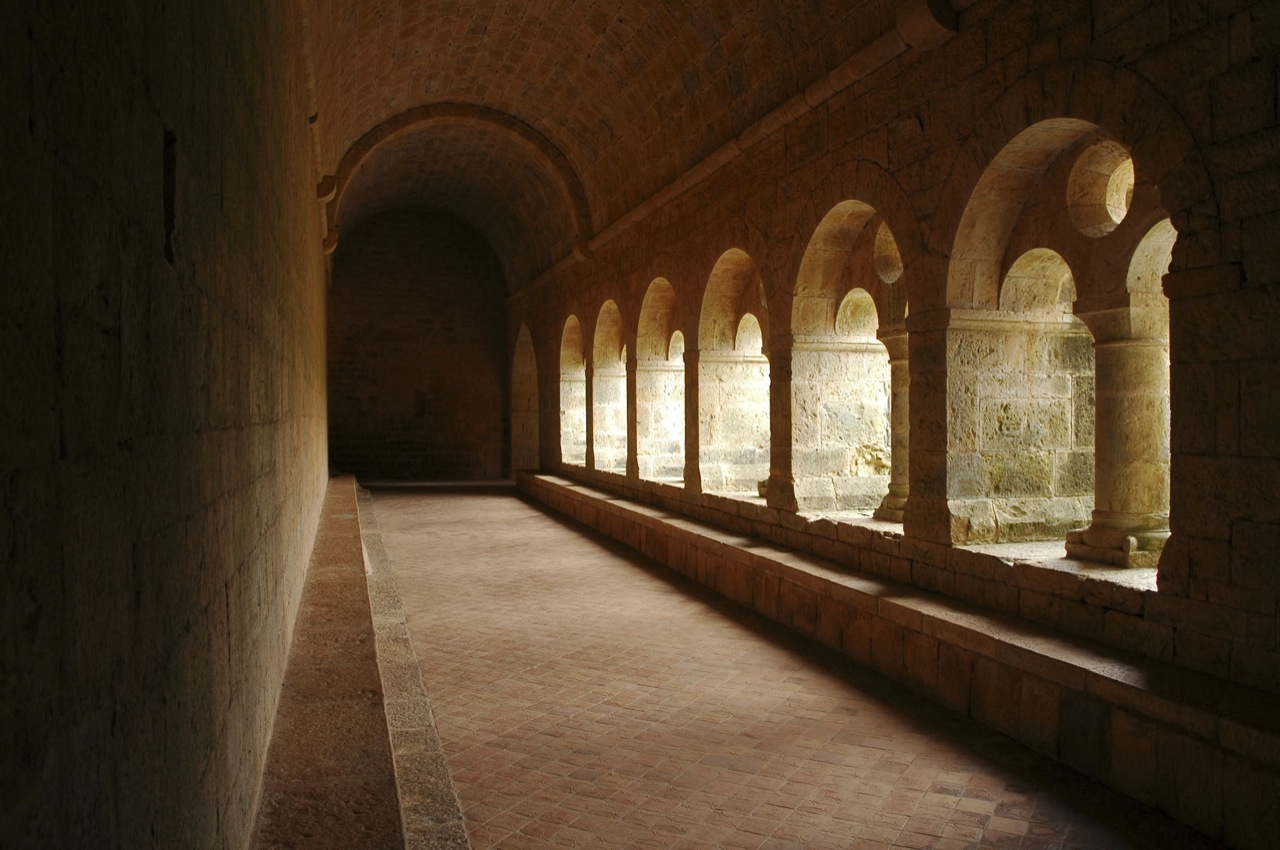
Галерея клуатра

Сильнейший удар по монастырю нанесла эпидемия чумы 1348 года (т. н. Чёрная смерть), от которой умерла значительная часть населения Прованса, в том числе и насельников Тороне. После эпидемии монастырь стал быстро клониться к упадку. В 1433 году там оставались только 4 монаха. В XVI веке церковь монастыря ещё использовалась для периодических богослужений, в то же время большая часть жилых построек уже лежала в руинах. В период религиозных войн во Франции монастырь был полностью покинут и разорён. Попытки восстановить его, предпринимавшиеся в XVIII веке, не привели к успеху. В 1785 году последний аббат Тороне объявил о банкротстве монастыря, семь остававшихся там монахов переведены в другие аббатства. В 1791 году аббатство и его земли были распроданы с аукциона.
В 1840 году первый главный инспектор исторических памятников Франции Проспер Мериме внёс аббатство Тороне в список исторических монументов. Тогда же по его инициативе началась реставрация церкви. В 1854 году государство выкупило у частных лиц большую часть зданий монастыря, включая клуатр, зал капитулов, дормиторий, что позволило провести масштабные реставрационные работы и в них. Оставшаяся часть строений была выкуплена государством в 1938 году.
В настоящее время аббатство функционирует как музей.

## Архитектура

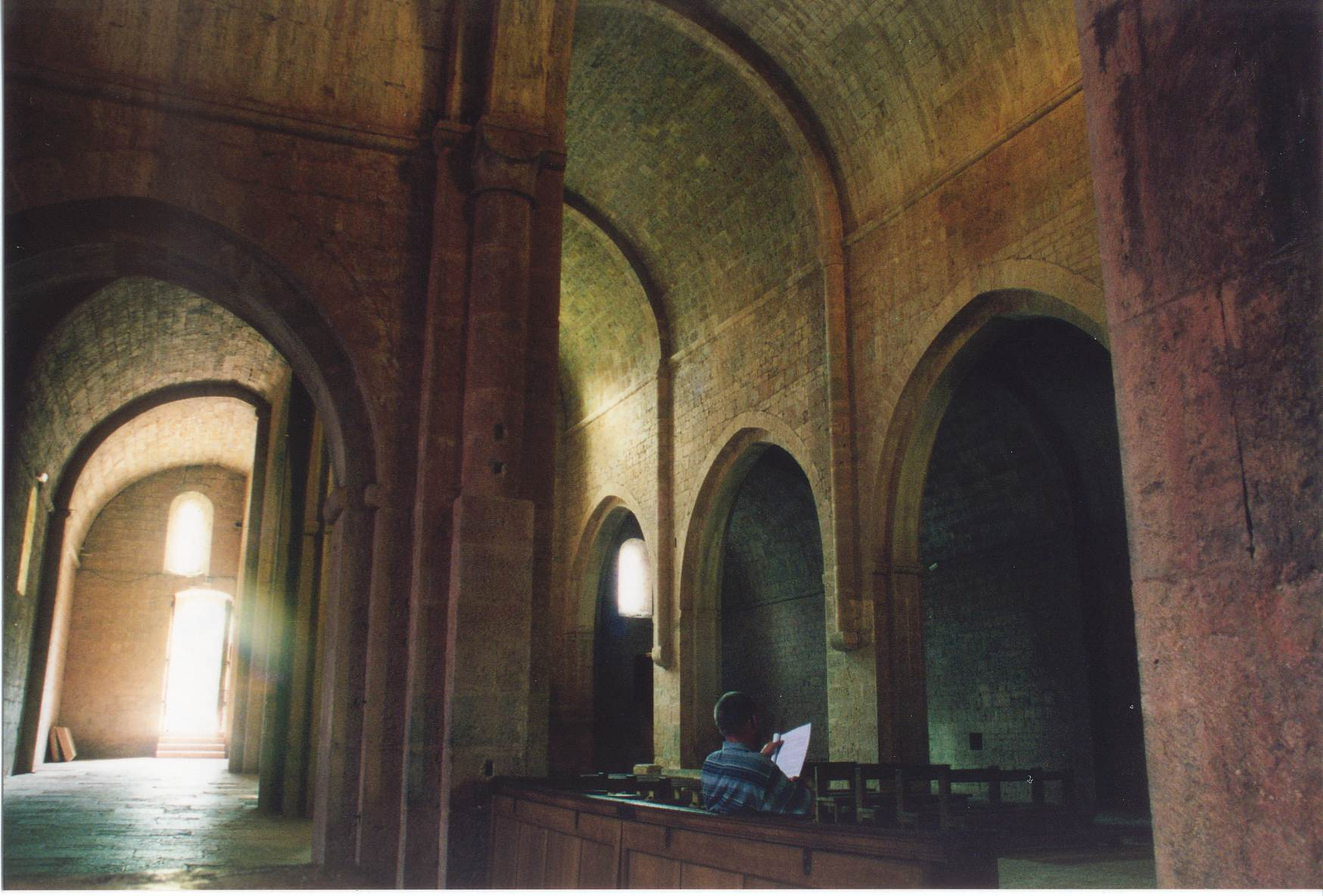
Церковь аббатства

Архитектура монастыря типична для цистерцианских монастырей Франции. В южной части аббатства расположена церковь в форме латинского креста, с апсидой, ориентированной на восток. К северной стене церкви примыкают здания монастыря с залом капитулов, дормиторием и прочими помещениями. Здания окружают клуатр в форме неправильной трапеции, обрамлённого галереями. В северо-западном углу монастыря находятся помещения конверзов. Большое значение в жизни монастыря играло водоснабжение, монахами Тороне была разработана сложная инженерная система по подаче воды на кухню и в другие помещения монастыря, а также построено оригинальное лавабо для омовений.

### Церковь
Церковь аббатства ориентирована строго по линии запад-восток, имеет около 40 метров в длину и 20 метров в ширину. У церкви два входа, один предназначался для монахов, второй для конверзов. Церковь была первым из возведённых строений монастыря и была закончена до конца XII века. Колокольня церкви построена около 1180 года и имеет более 30 метров в высоту. Интерьер церкви, как это требовалось правилами цистерцианцев, подчёркнуто строг. Церковь — трёхнефная, в рукавах трансепта — небольшие часовни. Исторические витражи были утрачены в период запустения аббатства, современные копии выполнены в 1935 году.

### Помещения монахов

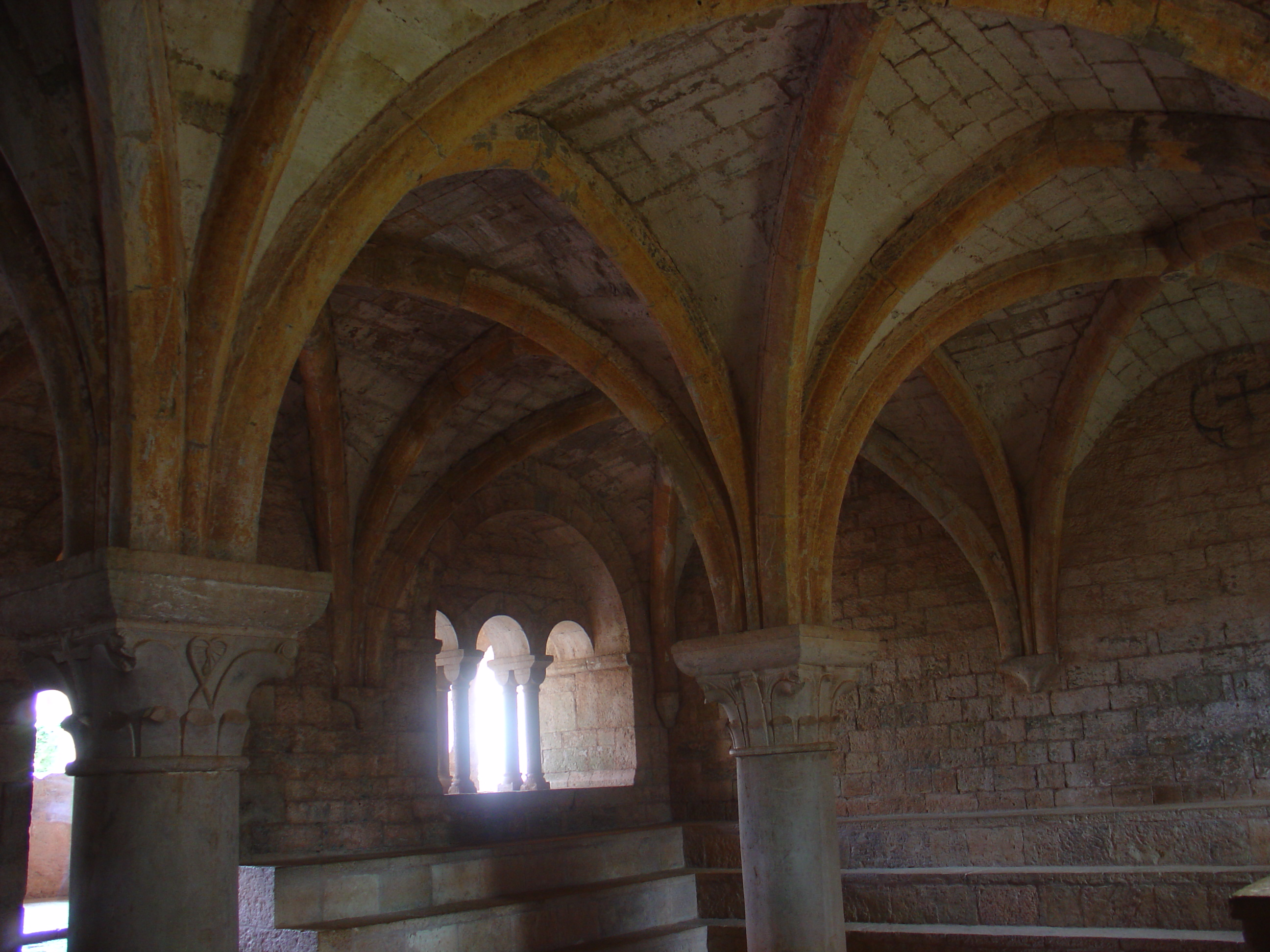
Зал капитулов

Зал капитулов, относительно обширное помещение, где проходили все важные мероприятия монастыря, занимает почти весь первый этаж основного здания. Его архитектура наиболее элегантна среди всех строений монастыря. Потолок зала поддерживается резными колоннами с арочными завершениями наверху. В архитектуре зала капитулов чувствуется некоторое влияние готического стиля, зарождавшегося в период строительства монастыря. Зал капитулов соединяется с церковью через сакристию (ризницу). Также между залом капитулов и церковью находится небольшое помещение (три на три метра) книгохранилища (армариума). Дормиторий находится на втором этаже основного здания, над залом капитулов. У аббата была отдельная спальня в левой части здания. Прочие монастырские помещения, включая скрипторий и кухню, располагались в северной части монастыря, но до наших дней от них сохранились только руины.

### Клуатр
Внутренний двор монастыря (клуатр) был центром аббатства. Он имеет форму вытянутой трапеции, приблизительно тридцать метров в длину.
Характерная особенность клуатра — его неровность, южная часть, примыкающая к церкви, существенно выше северной, спускающейся в сторону реки. Клуатр обрамлён четырьмя галереями с двойными аркадами. В северной части клуатра в небольшом помещении находится оригинальное лавабо, умывальник использовавшийся для ритуального омовения перед службами.